# Pellardeau
En marine, un pellardeau désigne : 
- soit une pièce de plomb ou de bois garni de feutre ou d'étoupe suiffée, servant à aveugler une voie d'eau dans une coque, provoquée par un boulet ayant frappé sous la ligne de flottaison[1],[2].
- soit un nable en bois associé à un chiffon pour l'étanchéité[3]. C'est un orifice muni d'un bouchon vissé, situé en fond de coque située le plus bas possible pour laisser s'écouler par gravité l'eau de mer ou autre contenu des ballasts[1],[3].